# 真々部氏館
真々部氏館（ままべしやかた）は、長野県安曇野市豊科高家にあった日本の城。安曇野市指定史跡。別名は真々部城。標高は586メートル。

## 概要
信濃国安曇郡の豪族仁科氏の庶流・真々部氏の居館である。16世紀中盤に武田氏の支配下に入ると、同郡南部の要衝にあることから重要視されるようになった。天正8年（1580年）の仁科盛信書状からは、城下町で馬市が開催されていたことが記録されている。
本館を囲む正方形の屋敷割りは「殿村」と呼ばれ、中央に「堀之内」があった。その周囲に東西南北の小路を巡らせて通称「七寺八小路」と呼ばれる寺町を形成し、金龍寺はその中心に位置した。城館の西側を通っていた旧千国街道に沿って上中下の町割りを実施し、家来衆の居住地とした。現在は北東側を国道147号が通っている。また隣接する中萱村に乾馬場、飯田村に辰巳馬場があった。